# Martyrs' Memorial, Oxford

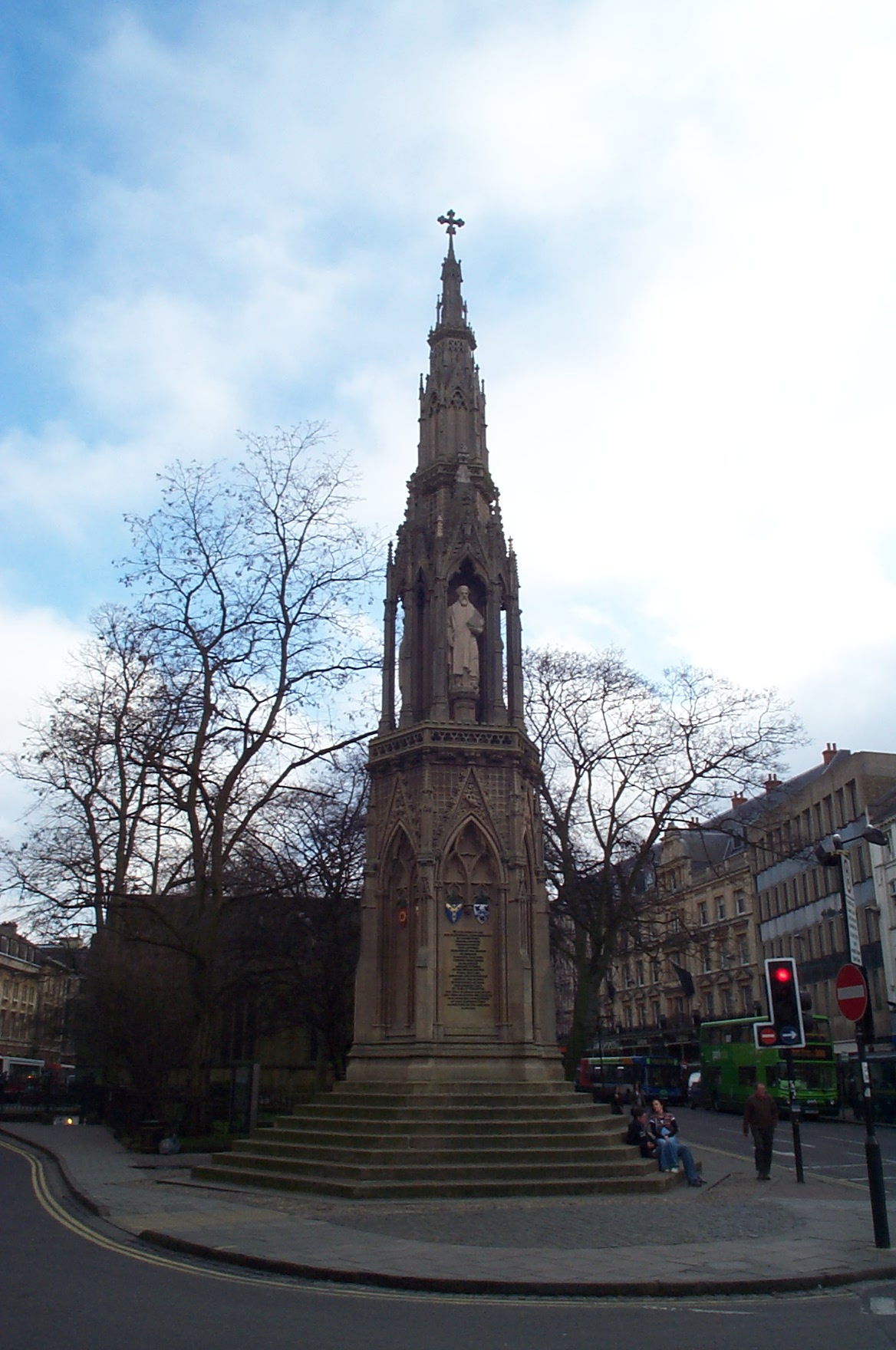
Martyrs' Memorial

Martyrs' Memorial är ett minnesmärke i Oxford, uppfört i sten till minne av de tre Oxfordmartyrerna som avrättades i Oxford 1555–1556. Det står vid södra änden av St Giles' Street i norra delen av den historiska innerstaden, i korsningen med Beaumont Street och Magdalen Street. Monumentet ritades i nygotisk stil av George Gilbert Scott och invigdes 1843.
Statyerna av de tre martyrerna, Thomas Cranmer, Hugh Latimer och Nicholas Ridley, utfördes av Henry Weekes.
I närheten, framför Balliol Colleges huvudingång, ligger den historiska avrättningsplatsen för Oxfordmartyrerna, utmärkt genom ett kors i Broad Streets gatläggning.